# VZ Большого Пса
VZ Большого Пса (лат. VZ Canis Majoris), AX Кормы (лат. AX Puppis) — одиночная переменная звезда в созвездии Большого Пса на расстоянии (вычисленном из значения параллакса) приблизительно 6338 световых лет (около 1943 парсеков) от Солнца. Видимая звёздная величина звезды — от 9,61m до 9,15m.

## Характеристики
VZ Большого Пса — бело-голубой яркий гигант, пульсирующая переменная звезда, цефеида (DCEPS) спектрального класса B5II.